# Малшыбай
Малшыбай (каз. Малшыбай) — село в Улытауской области Казахстана. Находится в подчинении городской администрации Жезказгана. Административный центр Сарыкенгирского сельского округа. Расположено на левом берегу реки Кара-Кенгир. Код КАТО — 351845100.

## Население
В 1999 году население села составляло 447 человек (239 мужчин и 208 женщин). По данным переписи 2009 года, в селе проживало 266 человек (129 мужчин и 137 женщин).

## Достопримечательности
В 2 км к юго-западу от села находится мавзолей Алаша-хана. В 30 км к северу-западу от села находится мавзолей Дузена. Также неподалёку стоит Красный дом Жумана.